# クリスティアン・ネルリンガー
クリスティアン・ネルリンガー（Christian Nerlinger, 1973年3月21日 - ）は、ドイツ出身の元サッカー選手。元ドイツ代表のディフェンシブミッドフィールダー。
父のヘルムート・ネルリンガーも元サッカー選手で、バイエルン・ミュンヘンやボルシア・ドルトムントなどに所属していた。

## 経歴
90年代のバイエルン・ミュンヘンを支えた選手の１人。バイエルンのユースチームで育ち、1992年のトップチーム昇格からリーグ優勝2回、UEFAカップ優勝など多くのタイトル獲得に貢献した。度重なる怪我に苦しんだ末、2005年12月に引退した。
引退後はミュンヘンのビジネススクールで国際経営学を学んでいた。
そこへ、2008年ユルゲン・クリンスマンがバイエルンの監督に就任するにあたって、ネルリンガーにバイエルンのチームマネージャー就任を要請。ネルリンガーはこれを受諾し、学業と両立しながら職をこなしている。

## 所属クラブ
- 1981年 - 1986年  TSVフォルステンリード (ユース)
- 1986年 - 1992年  バイエルン・ミュンヘン (ユース)
- 1990年 - 1993年  バイエルン・ミュンヘン (アマチュア)
- 1992年 - 1998年  バイエルン・ミュンヘン
- 1998年 - 2001年  ボルシア・ドルトムント
- 2001年 - 2004年  レンジャーズFC
- 2004年 - 2005年  1.FCカイザースラウテルン

## 獲得タイトル

### クラブ
バイエルン・ミュンヘン
- UEFAカップ 1996
- ドイツ・ブンデスリーガ 1993-1994, 1996-1997
- ドイツカップ 1998
- ドイツリーグカップ 1997

 レンジャーズ
- スコティッシュ・プレミアリーグ 2002-2003
- スコティッシュカップ 2001-2002, 2002-2003
- スコティッシュリーグカップ 2001-2002, 2002-2003